# Juliopol (Mazovie)
Juliopol  [juˈljɔpɔl] est un village polonais de la gmina de Młodzieszyn dans le powiat de Sochaczew et dans la voïvodie de Mazovie.
Il se situe à environ 3 kilomètres au sud-ouest de Młodzieszyn, à 7 kilomètres au nord de Sochaczew et à 54 kilomètres à l'ouest de Varsovie.